# Seznam guvernerjev Montane
Seznam guvernerjev Montane.
| Guverner                        | Mandat     |
| ------------------------------- | ---------- |
| Joseph K. Toole                 | 1889-1893  |
| John E. Rickards                | 1893-1897  |
| Robert Burns Smith              | 1897-1901  |
| Joseph K. Toole                 | 1901-1908  |
| Edwin L. Norris                 | 1908-1913  |
| Sam V. Stewart                  | 1913-1921  |
| Joseph M. Dixon                 | 1921-1925  |
| John Edward Erickson            | 1925-1933  |
| Frank Henry Cooney              | 1933-1935  |
| Elmer Holt                      | 1935-1937  |
| Roy E. Ayers                    | 1937-1941  |
| Sam C. Ford                     | 1941-1949  |
| John W. Bonner                  | 1949-1953  |
| J. Hugo Aronson                 | 1953-1961  |
| Donald Grant Nutter             | 1961-1962  |
| Tim M. Babcock                  | 1962-1969  |
| Forrest H. Anderson             | 1969-1973  |
| Thomas Lee Judge                | 1973-1981  |
| Ted Schwinden (Demokrat)        | 1981-1989  |
| Stanley Stephens (Republikanec) | 1989-1993  |
| Marc Racicot (Republikanec)     | 1993-2001  |
| Judy Martz (Republikanec)       | 2001-2005  |
| Brian Schweitzer (Demokrat)     | 2005-2013  |
| Steve Bullock (Demokrat)        | 2013-danes |